# Atlético Marte
Club Deportivo Atlético Marte – salwadorski klub piłkarski z siedzibą w stołecznym mieście San Salvador, w departamencie San Salvador. Obecnie występuje na pierwszym szczeblu rozgrywek – Primera División. Domowe mecze rozgrywa na obiekcie Estadio Cuscatlán.

## Osiągnięcia

### Krajowe
- Primera División

mistrzostwo (8): 1955, 1956, 1957, 1969, 1970, 1981, 1982, 1985
wicemistrzostwo (0):

### Międzynarodowe
- Puchar Mistrzów CONCACAF

zwycięstwo (0):
finał (1): 1981
- Puchar Zdobywców Pucharów CONCACAF

zwycięstwo (1): 1991
finał (0):

## Historia
Atlético Marte jest jednym z najbardziej utytułowanych klubów Salwadoru, a także bardzo znanym klubem w strefie CONCACAF. Obecnie gra w drugiej lidze salwadorskiej.